# Cohn
Cohn är ett judiskt efternamn, en variant av Kohen och Cohen. Liksom dessa antyder det härstamning från prästerskapet vid Jerusalems tempel.

## Personer med efternamnet Cohn
- Daniel Cohn-Bendit (född 1945), fransk-tysk politiker
- Einar Cohn (1885–1969), dansk nationalekonom
- Ferdinand Cohn (1828–1898), tysk botaniker
- Franz Cohn (1927–2023), svensk företagare och sionist
- Fritz Cohn (1866–1922), tysk astronom
- Gary Cohn (född 1960), amerikansk affärsman och bankman
- Georg Cohn (1887–1956), dansk folkrättsexpert
- Gustav Cohn (1840–1919), tysk nationalekonom
- Hermann Cohn (1838–1906), tysk oftalmolog
- Irving Cohn (1898–1961), engelsk-amerikansk kompositör, sångtextförfattare och orkesterledare
- Marc Cohn (född 1959), amerikansk singer-songwriter
- Naphtali Cohn (1888–1937), dansk jurist
- Rachel Cohn (född 1968), amerikansk författare av ungdomslitteratur
- Roy Cohn (1927–1986), amerikansk jurist
- Stefan Cohn-Vossen (1902–1936), tysk matematiker